# Kevin Bartlett (musicien)
Kevin Bartlett, né en 1952 à Albany (New York), est un musicien et compositeur américain.
Il possède son propre label, Aural Gratification.